# John Davison Rockefeller
Pour les articles homonymes, voir Rockefeller.
John Davison Rockefeller, né le 8 juillet 1839 à Richford (État de New York) et mort le 23 mai 1937 à Ormond Beach (Floride), à l'âge de 97 ans, est un industriel américain, fondateur de la famille Rockefeller. Premier milliardaire de l'époque contemporaine, il fait partie du mythe américain des self-made men. Sa famille a été à la tête d'un empire financier durant près de deux siècles en créant la Standard Oil qui devient notamment Esso, puis ExxonMobil. Il est le frère du financier William Rockefeller, lui aussi engagé dans l'exploitation du pétrole.

## Biographie

### Débuts
Son père d'origine anglaise et franco-allemande, William Avery Rockefeller (en), est un marchand itinérant, officier de santé vendant des « médicaments-miracles » (qui étaient en fait des flacons d'huile mélangée à du laxatif qu'il vendait sans scrupule sous ce titre, certains comme remèdes contre le cancer dont il se prétendait spécialiste). C'est un père souvent absent, coureur de jupons et bigame. Sa mère Eliza Davison (12 septembre 1813 - 28 mars 1889) issue d'une famille de Scots d'Ulster inculque à ses six enfants les valeurs religieuses de l’église presbytérienne. Dès son enfance, John D. Rockefeller se donne pour but de devenir un grand homme d'affaires. Il commence alors à gagner de l'argent dans de petites transactions (élevage de dindons, prêt avec intérêt de quelques dollars à des camarades) et se montre plus attiré par les usines, les chemins de fer et l'organisation des banques que par l'art, la littérature ou la politique.

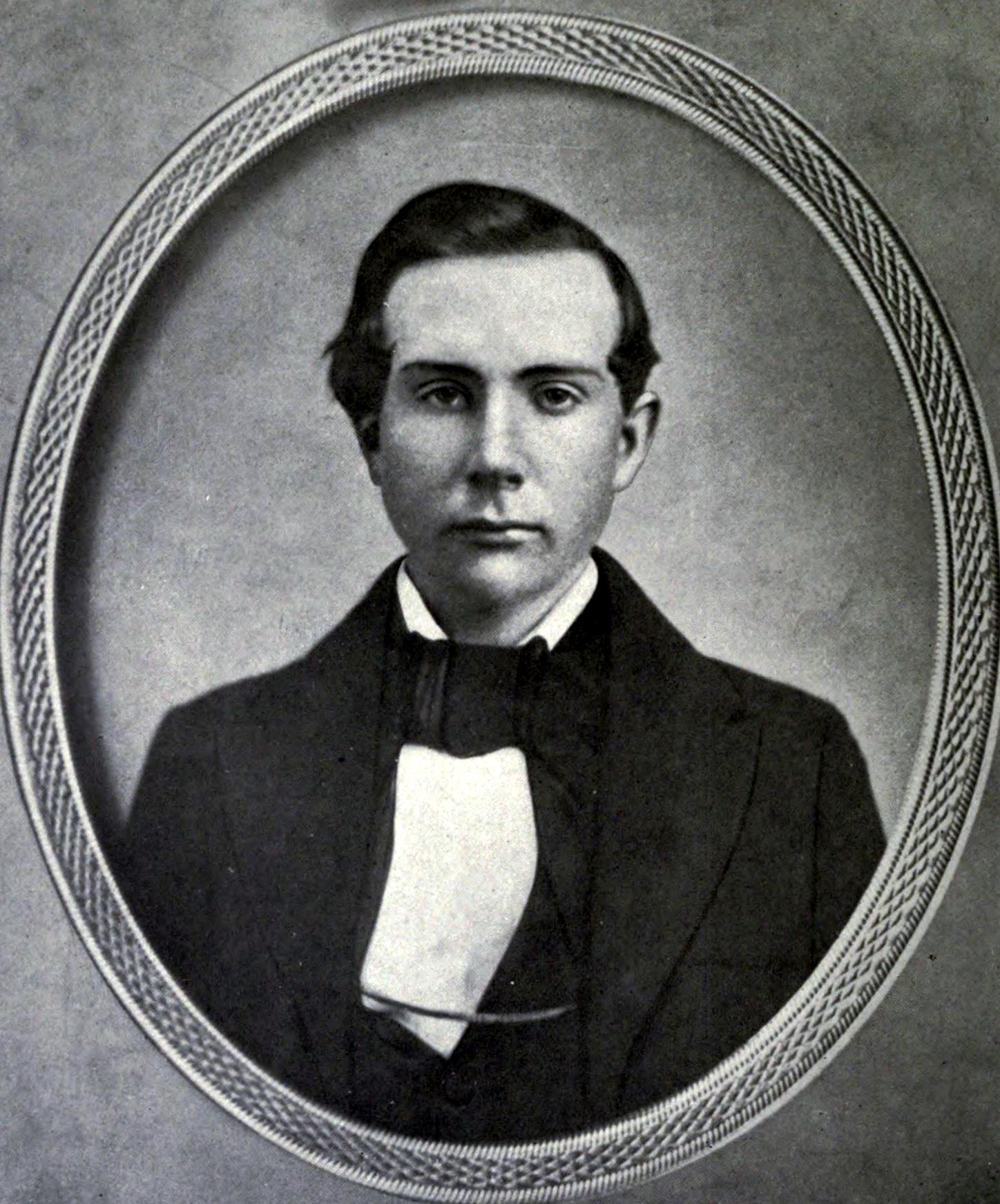
Rockefeller, âgé de 18 ans.

Durant son adolescence, il est devenu membre de l'église baptiste d'Erie Street à Cleveland (Erie Street Baptist Church Mission). À 17 ans, il y assure l’école du dimanche, tout en exerçant les tâches administratives et occasionnellement de concierge. Un prédicateur baptiste lui fait connaître la maxime de John Wesley : « faites de votre mieux, épargnez ce que vous pouvez épargner, donnez tout ce que vous pouvez donner. » Rockefeller a mentionné dans sa biographie que de ce moment, le plan financier de sa vie a été formé. Gagner de l'argent était considéré par lui comme un « cadeau de Dieu », et qu'il était de devoir de « le développer et de l'utiliser [...] pour le bien de l'humanité ».
Sorti de l'école de commerce Folson’s Commercial College de Cleveland avec un diplôme de comptable, il devient en septembre 1855 aide-comptable dans une petite entreprise de transport et de courtage, Hewitt & Tuttle. Au bout de trois ans, il démissionne et s'associe avec Maurice B. Clark, mettant ses 2 000 dollars d'économies dans le capital d'une entreprise de transport et de courtage concurrente (en grains, viandes et autres produits alimentaires). En 1862, il investit les 4 000 dollars qu'il avait détournés sur les docks de Cleveland dans des puits à Titusville mais trouve cette aventure de l'extraction du pétrole trop hasardeuse et préfère s'associer à deux partenaires qui créent une compagnie de raffinerie du pétrole.

### La création de laStandard Oil

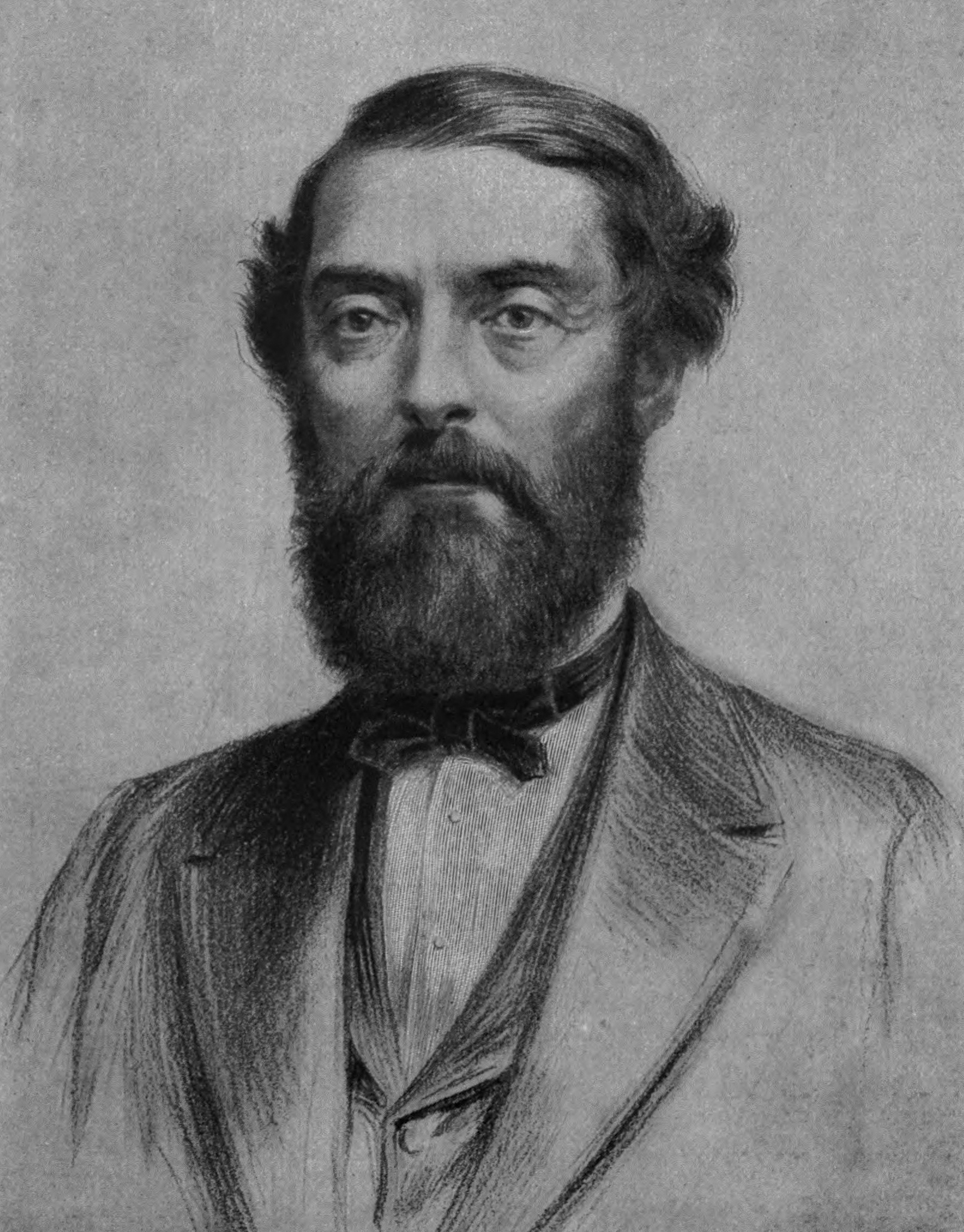
La rencontre avec le colonel Drake (portrait) achève de convaincre Rockefeller de se lancer sur le marché pétrolier.

À la fin de la guerre de Sécession, Cleveland est l'un des cinq principaux centres de raffinage des États-Unis (avec Pittsburgh, Philadelphie, New York et la région du nord-ouest de la Pennsylvanie d'où provient la plupart du pétrole). Le pétrole n'est encore utilisé que comme imperméabilisant (goudron) ou comme lubrifiant, mais le développement de la lampe à huile crée un nouveau débouché comme combustible d'éclairage (« pétrole lampant »).
En 1863, Rockefeller entend parler du « colonel » Drake (en réalité un ancien employé de chemins de fer, embauché par une poignée de businessmen pour trouver du pétrole en Pennsylvanie) et des champs pétrolifères. L'idée lui plaît immédiatement et il se rend sur place examiner les puits de plus près. Persuadé des possibilités offertes, il décide d'investir dans ce nouveau domaine et propose en 1867 à son associé Henry Flagler de le suivre. Celui-ci restant hésitant, John D. Rockefeller lui rachète ses parts de la société de courtage pour 72 500 $ et prend un nouvel associé, le chimiste Samuel Andrews. La firme Rockefeller, Andrews & Flagler (en) produit du naphta et du kérosène. Réinvestissant constamment les profits et gardant les coûts et les salaires le plus bas possible, John D. Rockefeller étend son affaire rapidement.
En janvier 1870, Rockefeller crée la société Standard Oil of Ohio, qui devient rapidement la raffinerie la plus rentable de l'Ohio,. Le but de Rockefeller est alors de pouvoir contrôler toutes les raffineries de pétrole des États-Unis.

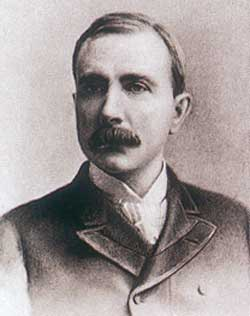
John D. Rockefeller vers 1875.

En 1871, certains raffineurs se concertent dans le but de constituer une alliance assez grande pour qu'ils puissent convaincre les chemins de fer de leur accorder des rabais spéciaux sur leurs convois, et des suppléments sur ceux de leurs concurrents. Ils cherchent une société déjà existante et tombent sur la South Improvement Company. Les gens impliqués dans cette société ne représentent pas 10 % du raffinage américain, mais ils se présentent comme majoritaires devant les chemins de fer. La Standard est le plus gros actionnaire, et mène la danse qui aboutit à un accord secret très avantageux pour Rockefeller. En effet, les chemins de fer sont obligés de céder car les moyens de transport entre les gisements et les raffineries sont multiples (plusieurs lignes de trains et un canal) et un gros client comme la Standard peut dicter ses conditions, menaçant d'aller à la concurrence en cas de non-coopération. Cet accord entraîne une forte augmentation des frais de transport pour les autres compagnies, ce qui déclenche les protestations de concurrents tels que le principal raffineur de New York, Charles Pratt.
Quand elles constatent qu'au moins une partie de l'avantage tarifaire de la Standard Oil provient des rabais secrets obtenus par la South Improvement Company, Rockefeller doit y renoncer.
Dans l'intervalle, toutefois, la Standard Oil a assez grossi pour devenir l'un des plus grands transporteurs de pétrole et de kérosène du pays.

### Monopole

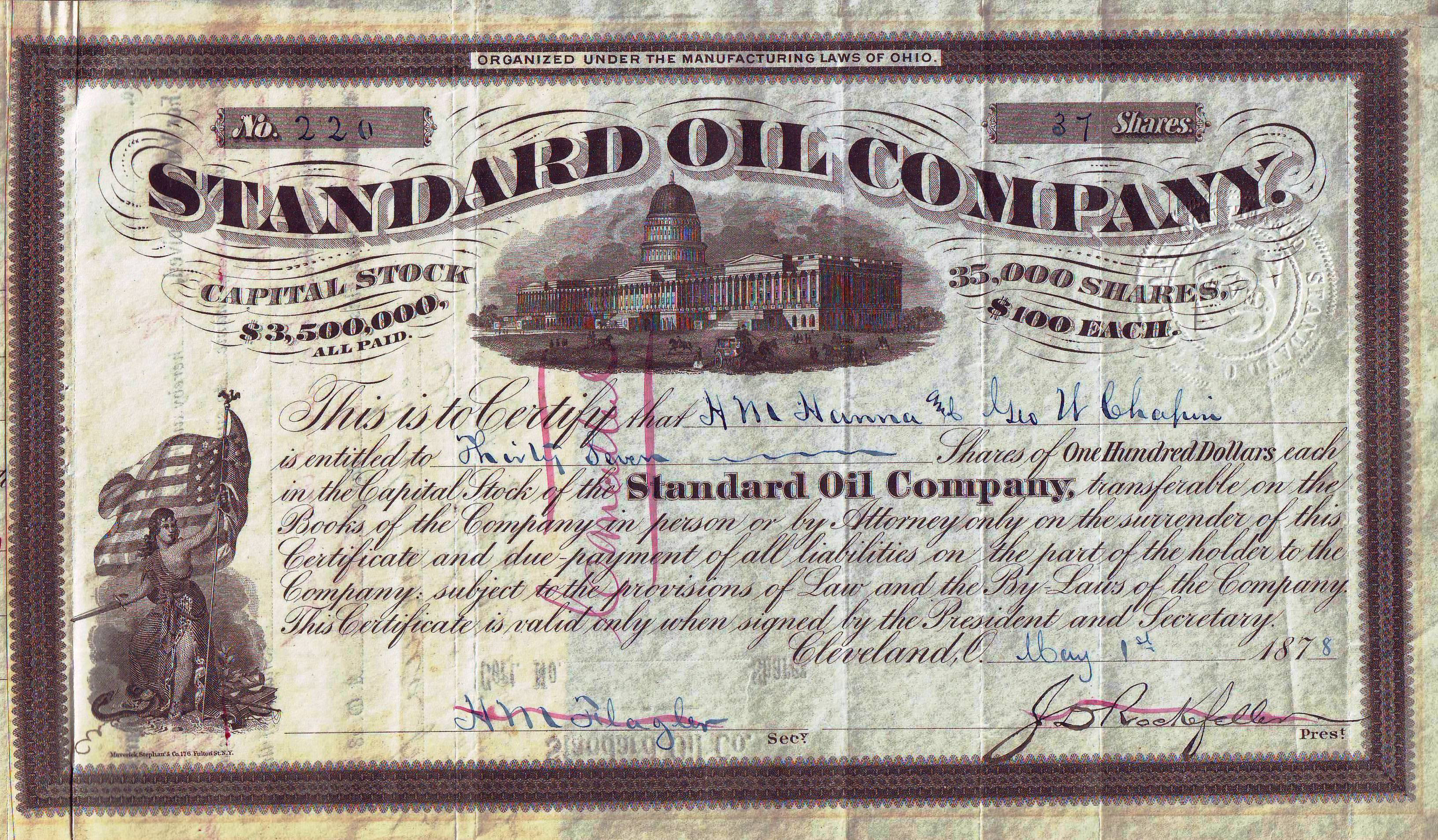
Action de la Standard Oil Company en date du 1er mai 1878.

Pas découragé pour autant, Rockefeller décide de procéder par intégration horizontale en faisant pression sur les raffineries concurrentes pour les racheter. En 1872 a lieu ce qu'on appellera ensuite « la conquête de Cleveland » : la Standard Oil absorbe 22 de ses 26 concurrents à Cleveland en moins de deux mois. Il va ensuite à Pittsburgh, Philadelphie, New York, possédant bientôt toutes les principales raffineries.
Fin 1872, 80 % des raffineurs américains s'unissent sous la présidence de Rockefeller dans la National Refiners Association. Dès qu'ils sont au courant, les producteurs, inquiets de voir se former un oligopsone pour leur produit, s'unissent dans la Petroleum Producer's Agency et fixent un prix minimum du baril à 5 $. Rockefeller commence par accepter ces conditions tant que les producteurs limitent leur production afin de maintenir des prix stables. Mais moins d'un an plus tard, Rockefeller rompt le contrat sous prétexte que les producteurs ne limitent pas suffisamment leur production. De nombreux producteurs se sont lourdement endettés et doivent absolument vendre pour éviter la faillite. Un gel durable de la production est donc impossible, et la Standard Oil dicte ses conditions. Même ses anciens concurrents, Pratt & Rogers renoncent à continuer à rivaliser avec la Standard Oil. En 1874, ils passent un accord secret avec leur ancien concurrent : ils acceptent d'être rachetés et deviennent partenaires de Rockefeller.
Son influence est telle qu'il est en mesure d’imposer toutes ses conditions aux compagnies de chemin de fer, leur enjoignant notamment de refuser de transporter les produits de ses concurrents. En 1875, ses agents interviennent auprès des propriétaires des 27 raffineries que comptait la ville de Titusville pour leur signaler que la Standard Oil entend les racheter à un prix dérisoire. Devant leur évident refus, la Standard fait cesser tous les transports entre Titusville et le monde extérieur. En 1879, 25 des 27 compagnies avaient accepté de vendre. La même tactique est employée à Pittsburgh en 1879.
Rockefeller ne s'arrête pas à une concentration horizontale presque parfaite du raffinage. Se rendant compte qu'en s'assurant le contrôle du processus de raffinage, il devient maître de toute l'industrie pétrolière, il travaille ensuite à la concentration verticale de l'industrie, englobant toutes les phases de la production, de l'extraction au commerce de détail en passant par le transport, la fabrication de barils, les pipelines (en 1879, Rockefeller contrôle la quasi-totalité des sociétés d'oil-gathering pipelines regroupées sous le nom de United Pipe Lines) puis la recherche scientifique et le marketing.
Mais un obstacle se met en travers de la route de Rockefeller : la législation des États-Unis interdit aux hommes d'affaires d'exercer leur activité en dehors de l'État où se trouve leur domicile. Rockefeller met donc l'affaire dans les mains de juges qui résolvent le problème avec les trusts. Son nouvel associé, Rogers, devient l'un des hommes clés de la formation de la « Standard Oil Trust ».

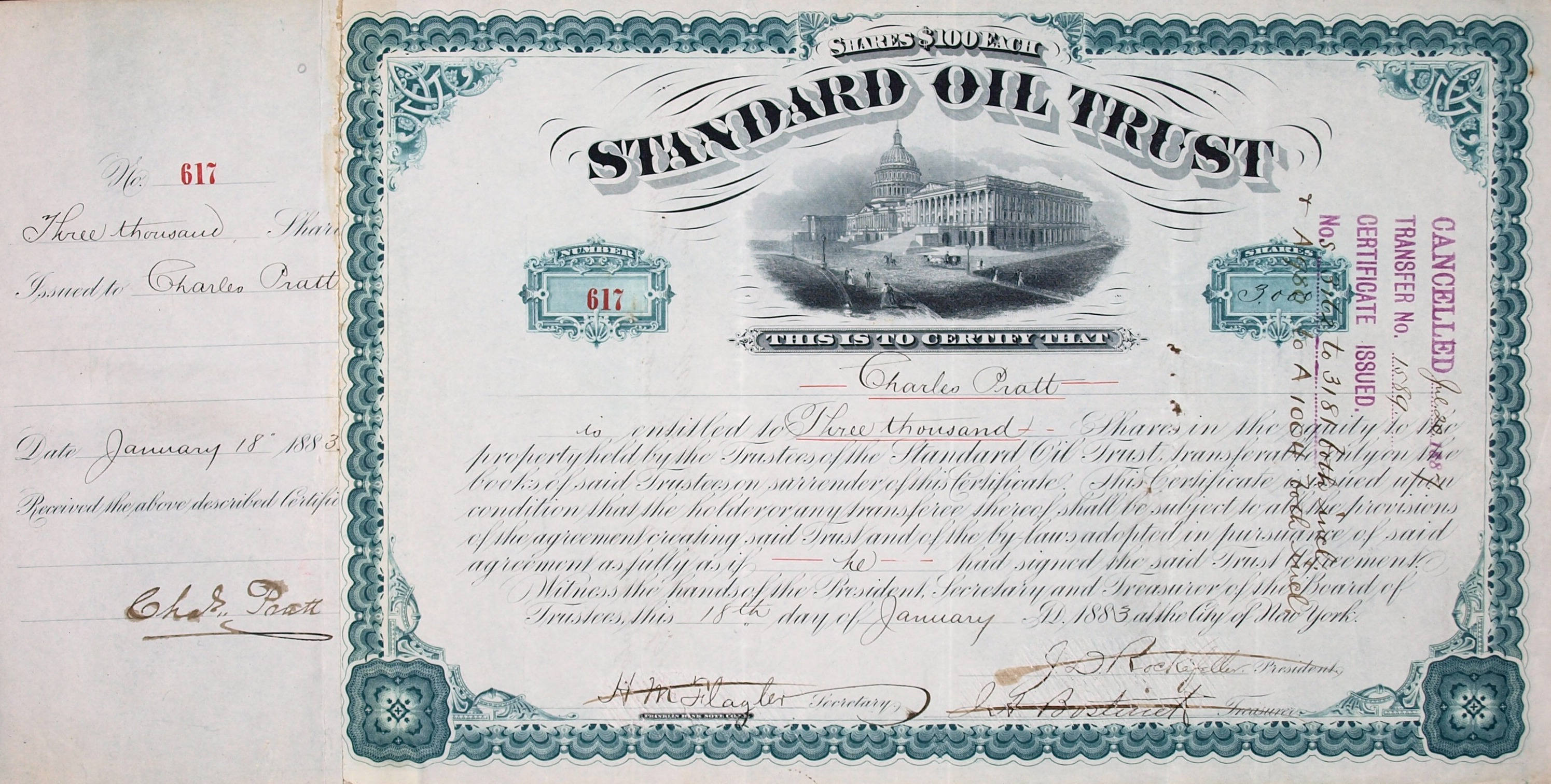
Action de la Standard Oil Trust en date du 18 janvier 1883.

En 1882, les 37 actionnaires des différentes sociétés contrôlées par la Standard Oil confient leurs titres à neuf Trustees (hommes de confiance) : John et William Rockefeller, Oliver H. Payne, Charles Pratt, Henry Flagler, John D. Archbold, William G. Warden, Jabez Bostwick, et Benjamin Brewster. Le siège de la Standard Oil Trust est installé au 26 Broadway à New York. La Standard Oil Trust commence par fermer 31 des 53 raffineries de la Standard Oil et concentre la production dans trois raffineries géantes. La cour de l'Ohio, en vertu de la Sherman Antitrust Act, dissout le trust, mais il est reformé au New Jersey, État qui autorise les trusts.
En 1900, la Standard Oil contrôle plus de 90 % du volume de pétrole raffiné aux États-Unis. Sa situation de monopole lui permet d'imposer des prix particulièrement élevés : à New York, les acheteurs doivent payer 40 cents un bidon de pétrole qui en vaut moins de 10 à la livraison chez le grossiste.

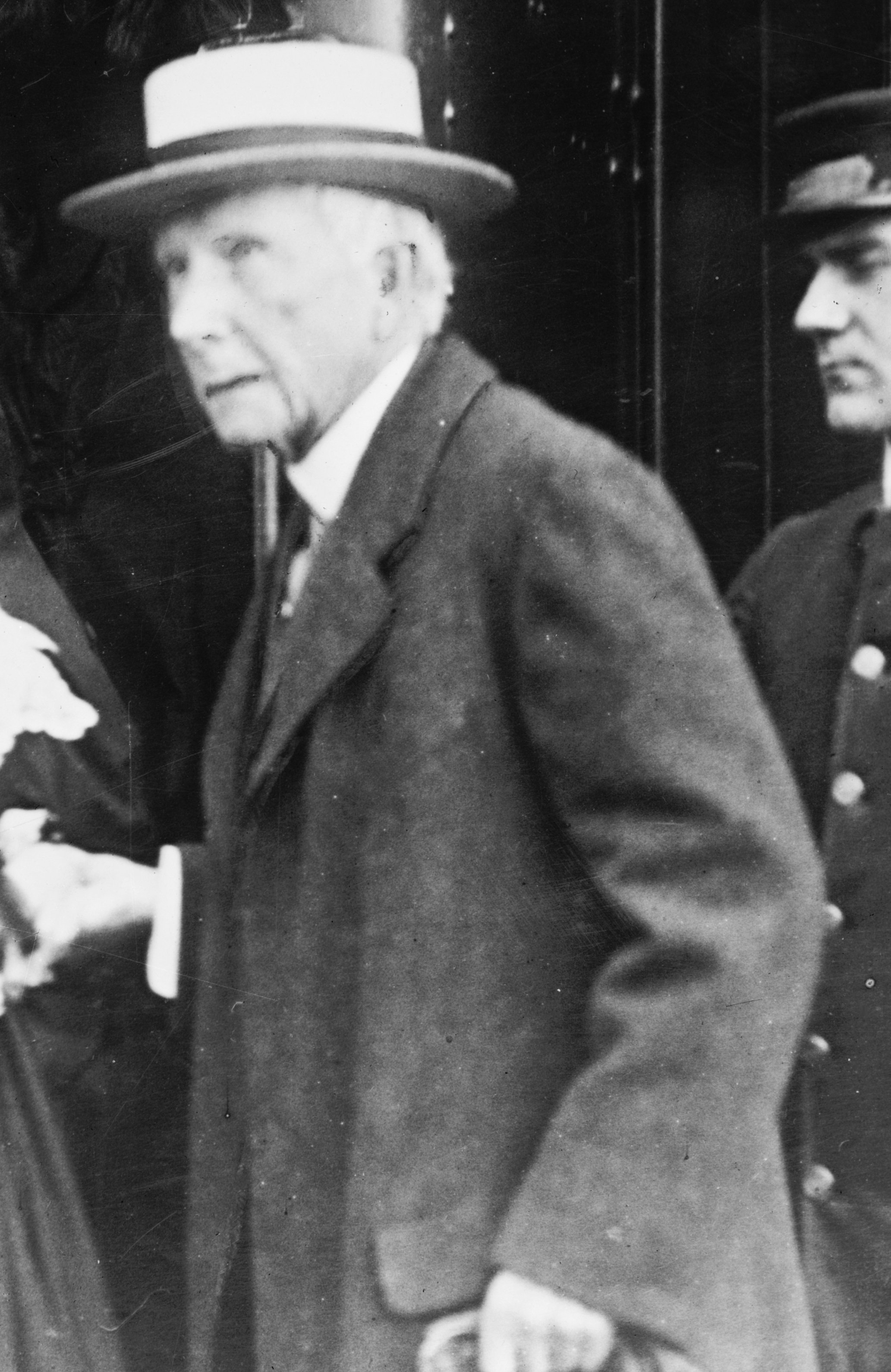
John D. Rockefeller en 1911.

En 1911, à la suite de la mise en application du Sherman Antitrust Act, la société est démantelée en une trentaine de firmes pour cause de monopole. Naissent ainsi les sociétés Exxon, Mobil, Chevron, American, Esso (soit SO pour Standard Oil).
Ce jugement est un tournant dans l'histoire économique des États-Unis, et fonde une nouvelle doctrine dans la politique antitrust américaine appelée la règle de la raison (à la suite des fameuses unreasonable restraints to trade mentionnée dans le Sherman Antitrust Act). Les besoins de bases juridiques plus solides conduisent au passage du Clayton Antitrust Act en 1914, qui condamne explicitement des pratiques commerciales telles que la discrimination des prix, les relations commerciales exclusives, les acquisitions de concurrents ou encore les conseils d'administration incestueux, qui furent celles de capitaines d'industrie parfois appelés « robber barons » (littéralement : « barons voleurs »).
Cependant, Rockefeller reste actif dans plusieurs des rejetons survivants, ce qui lui permet d'être sans doute l'acteur le plus puissant de son époque dans la géopolitique du pétrole.

### Le massacre de Ludlow (1914)

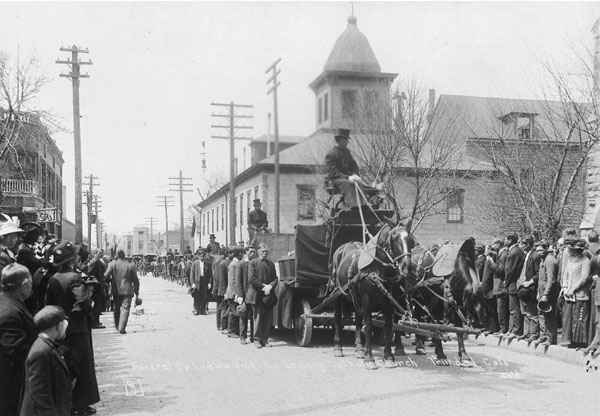
Convoi mortuaire des ouvriers assassinés (23 avril 1914).

Au début des années 1910, la Colorado Fuel & Iron Company (CF&I), détenue par Rockefeller, était la principale compagnie minière du Colorado. Au mois de septembre 1913, 11 000 mineurs, la plupart d'origine immigrée, se mettent en grève à la suite du meurtre d'un délégué syndical qui protestait contre les conditions de travail et les bas salaires. Une féroce répression est engagée par une milice composée pour partie d'hommes de main de Rockefeller : elle fait 26 morts.

### Diversifications
Après le pétrole il se lance dans l’automobile, puis l’aviation. La fortune de Rockefeller ne cesse de croître ; et ce n'est certainement pas grâce aux fameuses actions de « classe A » de la Réserve fédérale qu’il n'a jamais contrôlées. Il prend sa retraite en 1896 en étant l’homme le plus riche des États-Unis et l’un des plus puissants au monde. Son fils reprend l’entreprise. Il est considéré comme l’homme le plus riche de tous les temps avec une fortune estimée en 1902 à 200 millions de dollars, en 1914 à 900 millions de dollars, franchissant le milliard en 1916, une première mondiale (soit un pour cent de la richesse américaine de l’époque), selon le Guiness Book.
À la fin des années 1920, John Davison Rockefeller décide de construire un complexe de bâtiments à New York dans Midtown, son quartier. À cette époque, il réside en effet sur la 54e rue et souhaite dynamiser le quartier en développant de nouvelles activités économiques. Rockefeller décide d'investir une partie de sa fortune dans des projets immobiliers, comme il l'avait déjà fait en finançant la construction de la Riverside Church à Morningside Heights. D'autre part, ses intérêts rencontrent ceux de la Metropolitan Opera Company qui cherche alors à quitter le Garment District depuis le début des années 1920 : il est décidé que le Rockefeller Center comprendrait un opéra et ses annexes. John Davison Rockefeller ne verra pas l'achèvement des travaux qui se prolongeront après sa mort en 1937. C'est en conséquence son fils et successeur, John Davison Rockefeller Junior (1874-1960) qui développe le projet entre 1929 et 1940.

### Vie publique
Rockefeller, membre à vie du Parti républicain, est un fervent partisan d'Abraham Lincoln et du mouvement abolitionniste.

### Vie personnelle
Après son déménagement à New York, il est devenu membre de l'Église baptiste de la Cinquième Avenue, puis administrateurs de l'église avec son frère William.

### Donations
Attribuant à l'altruisme de sa mère son attirance vers la philanthropie, Rockefeller donne près de 600 millions de dollars. Touché par les travaux du savant français Louis Pasteur, il finance en 1912 l'achat de la maison de Louis Pasteur à Dole où Pasteur est né en 1822, pour en faire un musée, inauguré en 1923. Il s’inspire de l’Institut Pasteur pour jeter les bases d’une fondation destinée à soutenir la recherche médicale (la future université Rockefeller). Cet argent sert entre autres à fonder l'université de Chicago, l'Institut Rockefeller pour les recherches médicales et la fondation Rockefeller (créée en 1913 avec Frederick T. Gates), destinée à promouvoir le progrès scientifique dans tous les pays du monde. En 1914 la fondation crée le China Medical Board qui vise à développer la médecine occidentale en Chine. L'apport du China Médical Board se concrétise par la formation de missionnaires américains en Chine puis la création d'une faculté de médecine (Peking Union Medical College inauguré en 1921). La création de cette fondation a pu être vue comme une façon pour John D. Rockefeller de redorer son image alors que sa compagnie la Standard Oil est accusée de faire des profits illicites en s'appropriant des terres, en les polluant[réf. nécessaire]. Par ailleurs, sa société de raffinage et de distribution de pétrole ayant acquis une position de monopole est alors poursuivie en vertu du Sherman Antitrust Act, loi qui peut menacer Rockefeller de démanteler son entreprise. Toutefois, la philanthropie de Rockefeller s'inscrit surtout dans l'ère progressiste que connaissent les États-Unis au début du siècle et la foi dans le progrès qui caractérise les élites américaines. Cet homme qui a façonné le rêve américain a en effet fourni la matière des grandes dénonciations des muckrakers. Comme beaucoup de « barons voleurs », sa conduite des affaires a été associée à « l'emploi de moyens plus douteux afin d'étouffer ses concurrents : augmentation des prix du transport grâce à des accords avec les compagnies de chemin de fer, sabotages, livraisons égarées, attaques de chantiers ».
La fondation Rockefeller participe activement au secours aux populations victimes de la Première Guerre mondiale et notamment en Belgique. Quand les États-Unis entrent en guerre, l'action philanthropique de Rockefeller passe par le canal officiel de la Croix Rouge. Sa fondation se consacre ensuite à la reconstruction en Europe (campagnes de prévention de la tuberculose en France par exemple).
La fondation Rockefeller contribue à partir des années 1920 à favoriser les échanges scientifiques entre les États-Unis et l'Europe par des bourses (le programme des fellowships, bourses d'études pour poursuivre des études à l'étranger, qui a existé jusque dans les années 1970), le financement de laboratoires et centres de recherche en Europe et notamment en France. La fondation tisse alors un vaste réseau qui lie les grandes universités américaines (Harvard, Chicago, Johns Hopkins, Columbia University, Yale) et européennes (en France, Paris, Lyon, Strasbourg, Marseille, Toulouse, Nancy). Elle participe ainsi au soft power des États-Unis,.
Sur le plan diplomatique, la fondation entretient à ce moment des relations étroites avec la Société des Nations (SDN). Dans un retour à l'isolationnisme, le Sénat américain refuse de ratifier le traité de Versailles et l'adhésion des États-Unis à la SDN. La fondation permet finalement au gouvernement américain de s'appuyer sur ces acteurs privés pour participer de façon informelle aux grandes négociations de l'entre-deux-guerres.
La fondation Rockefeller permet le développement des écoles noires dans le sud des États-Unis. La division « Humanités » fondée en 1928 encourage la préservation des archives. Du vivant de Rockefeller, la fondation, vivement anticommuniste, soutient officiellement les Républicains.

## Famille
Il épouse Laura Celestia « Cettie » Spelman (1839-1915) et a cinq enfants :
- Bessie (1866-1906),
- Alice (1869-1870),
- Alta (1871-1962),
- Edith (31 août 1872 - 25 août 1932),
- John Davison Rockefeller Junior (29 janvier 1874 - 11 mai 1960).

#### Bases de données et dictionnaires
- Ressource relative à la vie publique :   - Documents diplomatiques suisses 1848-1975
- Ressource relative aux beaux-arts :   - Union List of Artist Names
- Ressource relative à la musique :   - MusicBrainz
- Ressource relative à l'audiovisuel :   - IMDb
- Notices dans des dictionnaires ou encyclopédies généralistes :   - American National Biography
  - Britannica
  - Brockhaus
  - Den Store Danske Encyklopædi
  - Deutsche Biographie
  - E-archiv.li
  - Enciclopedia De Agostini
  - Hrvatska Enciklopedija
  - Internetowa encyklopedia PWN
  - Nationalencyklopedin
  - Store norske leksikon
  - Visuotinė lietuvių enciklopedija
- Notices d'autorité :   - VIAF
  - ISNI
  - BnF (données)
  - IdRef
  - LCCN
  - GND
  - Japon
  - CiNii
  - Espagne
  - Pays-Bas
  - Pologne
  - Israël
  - NUKAT
  - Suède
  - Australie
  - Norvège
  - Tchéquie
  - Corée du Sud
  - WorldCat